# Akrodermatitis chronica atrophicans Herxheimer
Die Akrodermatitis chronica atrophicans Herxheimer oder Acrodermatitis chronica atrophicans (Herxheimer), kurz: ACA, ist eine Dermatose und als chronisch fortschreitende Erkrankung das dermatologische Leitbild des 3. Stadiums (Endstadiums) der Lyme-Borreliose.
In der ICD-10 wird sie als L90.4 unter „Atrophische Hautkrankheiten“ eingeordnet. Namensgeber war Karl Herxheimer (1861–1942), ein deutscher Hautarzt.

## Synonyme
- Herxheimer-Krankheit
- Acrodermatitis chronica atrophicans
- Dermatitis atrophicans chronica progressiva
- Atrophia cutis idiopathica
- Herxheimer's disease (engl.)

## Epidemiologie
Die Erkrankung kommt vor allem in Europa, aber auch in den USA und in Asien, vor und betrifft meist Menschen im jungen bis mittleren Erwachsenenalter sowie ältere Frauen. In Europa und Asien wird die Erkrankung auch mit Borrelia afzelii in Verbindung gebracht.

## Symptome
Monate bis Jahre (Wochen bis Jahrzehnte) nach der Erstinfektion mit dem Erreger Borrelia burgdorferi – an den verantwortlichen Zeckenstich erinnern sich somit wenige Patienten – entwickelt sich meist an einem der Beine (der Streckseite der distalen Extremitäten) zunächst eine ödematöse, dunkellivide (d. h. dunkelbläuliche) Schwellung der Haut, die kaum Beschwerden verursacht. Dieses infiltrative Stadium  wird nach Monaten durch eine fortschreitende Verringerung (Atrophie) des Unterhautfettgewebes (der Subkutis) und eine Abnahme der Hautdicke abgelöst, so dass die Hautgefäße durchzuschimmern beginnen. Daneben kann sich die Haut über den Gelenken fibromatös verdicken, der Faseranteil des Bindegewebes der Haut also zunehmen.
Begleitsymptome sind in vielen Fällen eine Oligoarthritis (Monarthritis) der großen Gelenke (bzw. eines großen Gelenks, häufig des Kniegelenks); eine Beteiligung der Nerven (Radikuloneuritis, axonale Polyneuropathie; als Komplikation gilt das Entstehen einer tertiären Neuroborreliose).

## Differentialdiagnose
- Erysipel, Erysipeloid, Erysipelas carcinomatosum
- Lymphoplasmozytoides Immunozytom
- Akrozyanose
- Erythromelalgie
- Eosinophile Fasziitis
- lineäre Morphaea, Disseminierte zirkumskripte Sklerodermie, progressive Sklerodermie (siehe Sklerodermie)
- Scleroedema adultorum Buschke
- Kortikoidwirkung
- Cutis marmorata (Marmorhaut)
- Teleangiektasien

Bezüglich der Gelenkssymptome soll gedacht werden an eine
- Arthritis urica
- Juvenile rheumatoide Arthritis

## Behandlung
Die Therapie erfolgte früher mit Penicillin oder Aureomycin, heute mit hochdosierten Antibiotikagaben als Infusion (Penicillin, Cefotaxim) oder oral (Tetracycline). Im atrophischen Stadium ist die Erkrankung allerdings gleichsam „ausgebrannt“ und medikamentös nicht mehr behandelbar.
Behandlung des Begleitsymptoms Arthritis: NSAR, Kortikosteroide nur nach einer Vorbehandlung mit Antibiotika, Synovektomie